# IWGP Intercontinental Championship
 (juillet 2011).
Si vous disposez d'ouvrages ou d'articles de référence ou si vous connaissez des sites web de qualité traitant du thème abordé ici, merci de compléter l'article en donnant les références utiles à sa vérifiabilité et en les liant à la section « Notes et références ».
Le IWGP Intercontinental Championship est un ancien titre secondaire de la New Japan Pro Wrestling (NJPW) défendu de 2011 à 2021. Il a connu 27 règnes pour 15 champions différents et a été vacant à une reprise.

## Description
L'acronyme IWGP vient de International Wrestling Grand Prix. En octobre 2010, la Jersey All Pro Wrestling (JAPW) annonce qu'un accord est mis en place avec la New Japan Pro Wrestling. Un tournoi s'est déroulé du 13 au 15 mai 2011 lors de NJPW Invasion Tour 2011, pour couronner le premier champion. MVP, ancien catcheur à la WWE, est déclaré vainqueur après avoir battu tous ses adversaires par soumission. MVP perd ensuite le titre contre Masato Tanaka lors de Destruction '11.
Le titre est retiré le 04 mars 2021, lorsque Kota Ibushi l'unifie à l'IWGP Heavyweight Championship pour former l'IWGP World Heavyweight Championship.

## Tournoi
Le 8 avril 2011, la NJPW annonce les participants du tournoi pour couronner le 1er IWGP Intercontinental Champion. La liste des participants incluant l'ancien superstar de la WWE MVP, qui a signé avec la NJPW en Janvier 2011, Kazuchika Okada, qui était passé à la TNA depuis février 2011, Hideo Saito, qui a été à la World Wrestling Council en septembre 2010, qui a été IWGP Tag Team et IWGP Junior Heavyweight Tag Team Champions. Tetsuya Naitō et Yujiro Takahashi, Tama Tonga et Toru Yano et Dan Maff catcheur des cuircuit indépendant.
Le 4 mai 2011, on annonce que Tonga est blessé et qu'il ne peut plus participer au tournoi. Il se fait remplacer par un catcheur de la TNA et de la Ring of Honor Josh Daniels .
|  | Quarts de finale | Quarts de finale | Quarts de finale | Quarts de finale |            |            | Demi-finales | Demi-finales | Demi-finales | Demi-finales |  |  | Finale | Finale | Finale | Finale |
|  |                  |                  |                  |                  |            |            |              |              |              |              |  |  |        |        |        |        |
|  |                  |                  |                  |                  |            |            |              |              |              |              |  |  |        |        |        |        |
|  |                  |                  |                  |                  |            |            |              |              |              |              |  |  |        |        |        |        |
|  | MVP              | MVP              | 12:45            | 12:45            |            |            |              |              |              |              |  |  |        |        |        |        |
|  | MVP              | MVP              | 12:45            | 12:45            |            |            |              |              |              |              |  |  |        |        |        |        |
|  | Kazuchika Okada  | Kazuchika Okada  | Soumission       | Soumission       |            |            |              |              |              |              |  |  |        |        |        |        |
|  | Kazuchika Okada  | Kazuchika Okada  | Soumission       | Soumission       | MVP        | MVP        | 10:57        | 10:57        |              |              |  |  |        |        |        |        |
|  |                  |                  |                  |                  | MVP        | MVP        | 10:57        | 10:57        |              |              |  |  |        |        |        |        |
|  |                  |                  | Tetsuya Naitō    | Tetsuya Naitō    | Soumission | Soumission |              |              |              |              |  |  |        |        |        |        |
|  | Josh Daniels     | Josh Daniels     | Tetsuya Naitō    | Tetsuya Naitō    | Soumission | Soumission | Tombé        | Tombé        |              |              |  |  |        |        |        |        |
|  | Josh Daniels     | Josh Daniels     |                  |                  |            |            |              | Tombé        |              |              |  |  |        |        |        |        |
|  | Tetsuya Naitō    | Tetsuya Naitō    | 12:28            | 12:28            |            |            |              |              |              |              |  |  |        |        |        |        |
|  | Tetsuya Naitō    | Tetsuya Naitō    | 12:28            | 12:28            | MVP        | MVP        | 09:27        | 09:27        |              |              |  |  |        |        |        |        |
|  |                  |                  |                  |                  | MVP        | MVP        | 09:27        | 09:27        |              |              |  |  |        |        |        |        |
|  |                  |                  | Toru Yano        | Toru Yano        | Soumission | Soumission |              |              |              |              |  |  |        |        |        |        |
|  | Dan Maff         | Dan Maff         | Toru Yano        | Toru Yano        | Soumission | Soumission | Tombé        | Tombé        |              |              |  |  |        |        |        |        |
|  | Dan Maff         | Dan Maff         |                  |                  |            |            |              |              |              |              |  |  |        |        |        |        |
|  | Toru Yano        | Toru Yano        | 10:38            | 10:38            |            |            |              |              |              |              |  |  |        |        |        |        |
|  | Toru Yano        | Toru Yano        | 10:38            | 10:38            | Toru Yano  | Toru Yano  | 07:47        | 07:47        |              |              |  |  |        |        |        |        |
|  |                  |                  |                  |                  | Toru Yano  | Toru Yano  | 07:47        | 07:47        |              |              |  |  |        |        |        |        |
|  |                  |                  | Yujiro Takahashi | Yujiro Takahashi | Tombé      | Tombé      |              |              |              |              |  |  |        |        |        |        |
|  | Hideo Saito      | Hideo Saito      | Yujiro Takahashi | Yujiro Takahashi | Tombé      | Tombé      | 08:28        | 08:28        |              |              |  |  |        |        |        |        |
|  | Hideo Saito      | Hideo Saito      |                  |                  |            |            |              | 08:28        |              |              |  |  |        |        |        |        |
|  | Yujiro Takahashi | Yujiro Takahashi | Tombé            | Tombé            |            |            |              |              |              |              |  |  |        |        |        |        |
|  | Yujiro Takahashi | Yujiro Takahashi | Tombé            | Tombé            |            |            |              |              |              |              |  |  |        |        |        |        |
|  |                  |                  |                  |                  |            |            |              |              |              |              |  |  |        |        |        |        |

## Historique des règnes et statistiques
| #  | Champion          | Règne | Date              | Durée              | Lieu                       | Événement                              | Notes |
| -- | ----------------- | ----- | ----------------- | ------------------ | -------------------------- | -------------------------------------- | --- |
| 1. | MVP               | 1     | 15 mai 2011       | 4 mois et 25 jours | Philadelphie, Pennsylvanie | Invasion Tour 2011                     | MVP bat Toru Yano en finale d'un tournoi pour devenir le 1er champion. |
| 2. | Masato Tanaka     | 1     | 10 octobre 2011   | 4 mois et 2 jours  | Tokyo                      | Destruction 2011                       | [ 1 ] |
| 3. | Hirooki Goto      | 1     | 12 février 2012   | 5 mois et 10 jours | Osaka                      | The New Beginning                      | [ 9 ] |
| 4. | Shinsuke Nakamura | 1     | 22 juillet 2012   | 10 mois et 9 jours | Yamagata                   | NJPW 40th Anniversary Tour Kizuna Road | [ 10 ] |
| 5. | La Sombra         | 1     | 31 mai 2013       | 1 mois et 19 jours | Mexico                     | Super Viernes                          | Dans un match au meilleur des trois tombés. |
| 6. | Shinsuke Nakamura | 2     | 20 juillet 2013   | 5 mois et 15 jours | Akita                      | Kizuna Road 2013                       | [ 12 ] |
| 7. | Hiroshi Tanahashi | 1     | 4 janvier 2014    | 3 mois et 2 jours  | Tokyo                      | Wrestle Kingdom 8 in Tokyo Dome        | [ 13 ] |
| 8. | Shinsuke Nakamura | 3     | 6 avril 2014      | 2 mois et 15 jours | Tokyo                      | Invasion Attack 2014                   | [ 14 ] |
| 9. | Bad Luck Fale     | 1     | 21 juin 2014      | 3 mois             | Osaka                      | Dominion 6.21                          | [ 15 ] |
| 10 | Shinsuke Nakamura | 4     | 21 septembre 2014 | 7 mois et 12 jours | Kobe                       | Destruction in Kobe 2014               | [ 16 ] |
| 11 | Hirooki Goto      | 2     | 3 mai 2015        | 4 mois et 24 jours | Fukuoka                    | Wrestling Dontaku 2015                 | [ 17 ] |
| 12 | Shinsuke Nakamura | 5     | 27 septembre 2015 | 3 mois et 29 jours | Kobe                       | Destruction in Kobe 2015               | [ 18 ] |
| _  | Vacant            | 1     | 25 janvier 2016   | 20 jours           | _                          | _                                      | À la suite du départ de Shinsuke Nakamura de la fédération. |
| 13 | Kenny Omega       | 1     | 14 février 2016   | 4 mois et 5 jours  | Nagaoka                    | The New Beginning in Niigata           | En battant Hiroshi Tanahashi. |
| 14 | Michael Elgin     | 1     | 19 juin 2016      | 3 mois et 6 jours  | Osaka                      | NJPW Dominion 6.19                     | [ 21 ] |
| 15 | Tetsuya Naitō     | 1     | 25 septembre 2016 | 8 mois et 17 jours | Kobe                       | Destruction In Kobe 2016               | [ 22 ] |
| 16 | Hiroshi Tanahashi | 2     | 11 juin 2017      | 7 mois et 16 jours | Osaka                      | Dominion 6.11 in Osaka-jo Hall         | [ 23 ] |
| 17 | Minoru Suzuki     | 1     | 27 janvier 2018   | 92 jours           | Sapporo                    | The New Beginning in Sapporo 2018      | [ 24 ] |
| 18 | Tetsuya Naitō     | 2     | 29 avril 2018     | 41 jours           | Kumamoto                   | Wrestling Hinokuni                     | |
| 19 | Chris Jericho     | 1     | 9 juin 2018       | 209 jours          | Osaka                      | Dominion 6.9 au Osako-jo Hall          | |
| 20 | Tetsuya Naitō     | 3     | 4 janvier 2019    | 91 jours           | Tokyo Japan                | Wrestle Kingdom 13                     | C’était un match sans disqualification. |
| 21 | Kōta Ibushi       | 1     | 6 avril 2019      | 64 jours           | New York city, us          | G1 supercard                           | |
| 22 | Tetsuya Naitō     | 4     | 9 juin 2019       | 109                | Osaka, Japon               | Dominion 6.9 in Osaka                  | |
| 23 | Jay White         | 1     | 22 septembre 2019 | 104                | Kobe, Japon                | Destruction in Kobe                    | |
| 24 | Tetsuya Naitō     | 5     | 4 janvier 2020    | 190                | Tokyo, Japon               | Wrestle Kingdom 14                     | La première défense de Naito était dans un Winner Takes All match où il a remporté le IWGP Heavyweight Championship. À partir de ce moment, hormis une exception les deux titres ont toujours été défendu ensemble. |
| 25 | Evil              | 1     | 12 juillet 2020   | 48                 | Osaka, Japon               | Dominion in Osaka-jo Hall              | |
| 26 | Tetsuya Naito     | 6     | 29 août 2020      | 128                | Tokyo, Japon               | Summer Struggle in Jingu               | |
| 27 | Kota Ibushi       | 2     | 4 janvier 2021    | 59                 | Tokyo, Japon               | Wrestle Kingdom 15                     | La 3e défense de titre d'Ibushi était uniquement pour le IWGP Intercontinental Championship. |
|    | Unifié            | N/A   | 4 mars 2021       | N/A                | Tokyo, Japon               | NJPW 49th Anniversary Show             | Unifié avec l'IWGP Heavyweight Championship pour former l'IWGP World Heavyweight Championship. |

| Rang | Champion          | Nombre de règnes | Jours combinés |
| ---- | ----------------- | ---------------- | -------------- |
| 1    | Shinsuke Nakamura | 5                | 901            |
| 2    | Tetsuya Naitō     | 6                | 814            |
| 3    | Hiroshi Tanahashi | 2                | 322            |
| 4    | Hirooki Goto      | 2                | 308            |
| 5    | Chris Jericho     | 1                | 209            |
| 6    | MVP               | 1                | 148            |
| 7    | Kenny Omega       | 1                | 126            |
| 8    | Masato Tanaka     | 1                | 125            |
| 9    | Kōta Ibushi       | 2                | 123            |
| 10   | Jay White         | 1                | 104            |
| 11   | Michael Elgin     | 1                | 98             |
| 12   | Bad Luck Fale     | 1                | 92             |
| 13   | Minoru Suzuki     | 1                | 92             |
| 14   | La Sombra         | 1                | 50             |
| 15   | Evil              | 1                | 48             |

### Liens
- New Japan Pro Wrestling.co.jp